# Linuccia Saba
Linuccia Saba (Trieste, 24 gennaio 1910 – Roma, 28 luglio 1980) è stata una pittrice e letterata italiana. Nata Poli come il padre, è stata l'unica figlia del poeta Umberto Saba e della moglie di lui, Carolina (Lina) Wölfler.

## Biografia
Nata a Trieste il 24 gennaio 1910, Linuccia Saba fu subito coinvolta nei conflitti che caratterizzavano il rapporto dei suoi genitori: nel 1911 la madre la prese e si andò a rifugiare temporaneamente a casa dei genitori. Nel maggio 1912 la madre ed il padre tentarono di risolvere la crisi lasciando Trieste e trasferendosi a Bologna. La famiglia Saba tornò a Trieste nel febbraio 1919. Nel 1929 Linuccia fuggì di casa con Bobi Bazlen recandosi a Milano, ma i sensi di colpa per aver abbandonato la famiglia la fecero tornare a Trieste nel corso del 1930. Nel gennaio 1941 sposò segretamente il pittore Lionello Zorn Giorni (1910-1991). 
L'8 settembre 1943 Linuccia si nascose coi suoi genitori a Firenze, per sfuggire alle persecuzioni nazifasciste (Umberto Saba era ebreo da parte di madre), sopravvivendo grazie all'aiuto offerto da amici del padre, come Anna Maria Ichino, Eugenio Montale e Carlo Levi. Proprio con Levi cominciò, nel 1945, una lunga relazione sentimentale, senza tuttavia separarsi ufficialmente dal marito, che durerà fino alla morte del pittore. Nel 1975, su esplicita richiesta testamentaria del pittore, Linuccia istituì la Fondazione "Carlo Levi" divenendone primo presidente. A lei il padre dedicò la poesia A mia figlia (1910), raccolta nel Canzoniere, volume primo, nel capitolo Casa e campagna (1909-1910). 

### L'attività pittorica
Nel 1956, ha partecipato alla ventottesima edizione della Biennale di Venezia presentando tre opere, tutti oli su tela del 1955: Ti vedo di notte, L'amicizia e Sicilia. Nel 1957 partecipò all'esposizione Secondo Premio Nazionale Biennale Scipione, svoltasi a Macerata, presentando i dipinti Tetti ed Eclisse; con la prima opera vinse il primo premio: Il dipinto Tetti è conservato presso i Musei Civici di Palazzo Buonaccorsi a Macerata.

### L'attività intellettuale
Linuccia Saba ha curato l'eredità artistica sia del padre Umberto sia del compagno Carlo Levi adoperandosi nella divulgazione delle opere dei due artisti e nella raccolta di informazioni relative alle loro figure professionali. Intrattenne un importante rapporto epistolare con lo psicoanalista Edoardo Weiss al fine di raccogliere informazioni sul padre Umberto: Weiss aveva infatti psicoanalizzato Umberto Saba e analizzò anche la stessa Linuccia, che per un periodo progettava di diventare analista dei bambini.
Il carteggio che Linuccia Saba intrattenne con Bruno Vasari è stato raccolto nel libro Gli amici hanno sempre il radar. Si tratta di 47 missive che si distribuiscono su un arco cronologico di 21 anni, dal 2 gennaio 1959 al 21 agosto 1980, 28 scritte da Linuccia e 19 da Bruno, la maggior parte delle quali erano state conservate da Vasari nel suo archivio in vista di una loro possibile pubblicazione. Le lettere sono importanti per ricostruire molti aspetti della vita privata e non di Umberto Saba, Carlo Levi, Bruno Vasari ed altri intellettuali ed artisti che si rapportavano all'epoca con Linuccia Saba come amici della stessa e del padre. Fra questi, troviamo lo scrittore e regista Sergio Miniussi, il giornalista ed editorialista Livio Zeno Zencovich nonché la pittrice Maria Lupieri.